# Monica Hallgren
Monica Hallgren, född 28 april 1950, är en svensk centerpartistisk politiker och tidigare förbundsordförande för Riksförbundet Sveriges Frivilligcentraler. Monica Hallgren har flera lokala politiska uppdrag i Enköpings kommun.
Monica Hallgren fick 2012 utmärkelsen årets centerkvinna av Centerkvinnorna.